# Baldwin (Virginia Occidental)
Baldwin es un área no incorporada ubicada en el condado de Gilmer (Virginia Occidental), Estados Unidos. Está catalogada como un asentamiento humano por la Junta de Nombres Geográficos de los Estados Unidos.
El número de identificación (ID) asignado por el Servicio Geológico de Estados Unidos es 1553790. El código del censo y el código de clase es 04036 y U6 respectivamente. Se encuentra a 254 m s. n. m. (833 pies) según el conjunto de datos de elevación nacional.